# Districtul Militar Sudic
Districtul Militar Sudic ( rusește : Южный военный округ) este un district militar al Rusiei . 
Este unul dintre cele cinci districte militare ale Forțelor Armate Ruse, cu jurisdicția în principal în regiunea Caucazului de Nord a țării și bazele rusești din statele post-sovietice din Caucaz . Districtul militar sud a fost creat ca parte a reformelor militare din 2008 și fondat prin Decretul prezidențial №1144 semnat la 20 septembrie 2010, pentru a înlocui districtul militar din Caucazul de Nord și a absorbit comenzile militare ale Flotei Mării Negre și a Flotilei Caspice   .Districtul a început să funcționeze pe 22 octombrie 2010, sub comanda general-colonelului Aleksandr Galkin. 